# ATLMoney
 (mars 2023).
ATLMoney est une entreprise d’origine britannique de services de transfert d’argent au niveau international fondée en février 2012 par Richard Amoah. Filiale d’Agpaytech, société de gestion de fonds d’investissement alternatif autorisée et réglementée par la Financial Conduct Authority (FCA), ATLMoney est opérationnel dans plus de 100 pays et permet les envois de fonds dans plus de 60 devises.

## Histoire
ATLMoney a vu le jour le 16 février 2012 à Londres, au Royaume-Uni, de par son fondateur Sir Richard Amoah, un spécialiste de la finance et ancien consultant de Battalyon. L’idée a émergé au moment où les transferts d’argent à l’étranger étaient relativement coûteux avec les services bancaires en plus de l’application de commissions cachées couplée à la lenteur des transactions. Dans cette optique, Richard se trouvait dans l'obligation de proposer une alternative rapide, sûre et abordable afin de faciliter aux utilisateurs leurs transactions internationales. Aujourd’hui, ATLMoney compte des milliers de clients répartis dans le monde.
La mission d'ATLMoney est de fournir des solutions financières accessibles et pratiques pour les particuliers et les entreprises du monde entier. L'entreprise s'efforce de rendre les services financiers moins chers et plus faciles à utiliser grâce à des technologies innovantes et une équipe dédiée de professionnels des services financiers de diverses nationalités. Son principal atout réside dans sa politique de transparence et dans la compétitivité de ses taux de change et de ses frais pratiqués. Depuis la constitution de la société en 2012, Richard Amoah se trouve à la tête d’ATLMoney en tant que PDG.
Depuis 2012, ATL étend son offre à travers le monde en essayant de conquérir différents marchés en Afrique où les transferts de fonds connaissent un essor, tels le Nigeria, le Ghana, la Côte d'Ivoire et le Sénégal et d’inclure financièrement les couches défavorisées à travers son offre d’envoi par mobile money. Entre-temps, la société a noué des partenariats historiques avec des acteurs de l’écosystème financier, dont la Guaranty Trust Bank (GTBank) Côte d'Ivoire pour offrir un service de paiement à valeur ajoutée aux bénéficiaires en Côte d'Ivoire et dans la zone UEMOA.
En 2022, ATL Money Transfer (nom d’origine) devient ATLMoney et pénètre le marché financier de la France et du Zimbabwe où il devient d’ores et déjà opérationnel.

## Produits et services
ATLMoney offre une large gamme de produits et de services financiers, y compris les services bancaires en ligne, le transfert d'argent international, le change de devises et le paiement de factures en ligne. Parmi la diversité des moyens de paiements autorisés figurent : le virement bancaire, le transfert sur portefeuille mobile et le dépôt pour retrait d’espèces.
La plateforme est versée, à ce jour, dans les transferts de fonds Business-to-Business (B2B), Business-to-Person (B2P) et Pair-to-Pair (P2P). ATLMoney dispose d’une application mobile de transfert d’argent avec plus de 5 000 téléchargements permettant d’envoyer de l’argent partout en Europe, en Afrique, aux États-Unis et en Asie.